# 道の駅やいた
道の駅やいた（みちのえき やいた）は、栃木県矢板市にある栃木県道30号矢板那須線の道の駅である。

## 施設
- 駐車場
  - 小型車：96台
  - 大型車：8台
  - 身障者用：4台
- トイレ（いずれも24時間利用可能）
  - 男：10器
  - 女：8器
  - 身障者用：3器
- 公衆電話
- つつじ亭
  - レストラン（11:00 - 16:00）
  - 軽食（10:00 - 17:00）
- 農産物直売所・旬鮮やいた（9:00 - 17:00）
- 体験施設エコハウスモデルハウス
- 情報コーナー
- 自動販売機

## 休館日
- 毎週水曜日
- 旬菜やいた（12月31日 - 1月3日）
- つつじ亭（3月28日、4月25日）

## アクセス
- 栃木県道30号矢板那須線 - 登録路線
  - 国道461号
- JR宇都宮線 矢板駅から徒歩

## 周辺
- 栃木県道52号矢板那珂川線
- 栃木県道272号県民の森矢板線
- 国道4号（陸羽街道）
- 矢板市役所